# Era del zettabyte
La era del zettabyte, era de los zettabytes o zona del zettabyte es un período de la historia humana y de las ciencias de la computación que comenzó a mediados de la década de 2010. La fecha precisa del comienzo depende de si se define como el momento en que el volumen de tráfico IP excedió por primera vez el de un zettabyte, lo cual ocurrió en 2016, o cuando la cantidad de datos digitales en el mundo excedió por primera vez un zettabyte, lo cual ocurrió en 2012. Un zettabyte es un múltiplo de la unidad byte que mide el almacenamiento digital, y es equivalente a 1 000 000 000 000 000 000 000 [1021] bytes.
Según Cisco Systems, un conglomerado tecnológico multinacional estadounidense, el tráfico IP global alcanzó un estimado de 1,2 zettabytes (o una media de 96 exabytes (EB) por mes) en 2016. El tráfico IP global hace alusión a todos los datos digitales que pasan por una red IP que incluye la internet pública, aunque no se limita a esta. El mayor factor que contribuye al tráfico de IP procede del tráfico de vídeo (incluyendo servicios de emisión en continuo en línea como Netflix y YouTube).
La era del zettabyte puede entenderse también como una etapa de crecimiento de todas las formas de datos digitales que existen en el mundo, lo cual incluye la internet pública, pero también todas las demás formas de datos digitales tales como las grabaciones de cámaras de seguridad o datos de voz de llamadas de teléfonos móviles. Tomando en consideración esta segunda definición de la era del zettabyte, se estimó que en 2012 existía en el mundo más de 1 zettabyte y que para 2020 habría más de 40 zettabytes de datos a nivel mundial.
La era del zettabyte se traduce en dificultades para los centros de datos en su tarea de mantenerse al día con la explosión del consumo, la creación y la replicación de datos. En 2015, Internet y todos sus componentes absorbieron el 2% de la energía global total, por lo que la eficiencia energética con respecto a los centros de datos se ha convertido en un problema central en la era del zettabyte.

## Elzettabyte
Un zettabyte es una unidad digital de medida. Equivale a mil trillones de bytes o 1021 (1 000 000 000 000 000 000 000) bytes, o un billón de gigabytes. Para poner esto en perspectiva, considérese que «si cada terabyte en un zettabyte fuese un kilómetro, sería equivalente a 1300 viajes de ida y vuelta a la Luna (768 800 kilómetros)». O, como lo plantea el antiguo director general de Google, desde el principio de la humanidad hasta el año 2003, se creó un estimado de 5 exabytes de información, lo cual corresponde al 0,5% de un zettabyte. En 2013 esa cantidad de información (5 exabytes) tardó solamente dos días en crearse y el ritmo se acelera continuamente.

## Definiciones
El concepto de era del zettabyte puede separarse en dos categorías distintas:
1. En términos de tráfico IP: Esta primera definición se refiere a la cantidad total de datos que circulan por redes IP globales tales como la internet pública. En Canadá, por ejemplo, hubo un crecimiento promedio del 50,4% de datos descargados por suscriptores de internet residenciales entre 2011 y 2016.[10] De acuerdo con esta definición, la era del zettabyte empezó en 2016, cuando el tráfico IP global sobrepasó un zettabyte, estimándose haber alcanzado aproximadamente 1,2 zettabytes.[3]
2. En términos de todas las formas de datos digitales: En esta segunda definición, la era del zettabyte se refiere a la cantidad total de todos los datos digitales que existe en cualquier forma, desde películas digitales a transpondedores que registran el uso de autopistas o a mensajes de texto SMS.[5] De acuerdo con esta definición, la era del zettabyte comenzó en 2012, cuando la cantidad de datos digitales en el mundo sobrepasó la de un zettabyte.[6]

## Informe de Cisco – La era del zettabyte: tendencias y análisis
En 2016, Cisco Systems afirmó que la era del zettabyte era ya una realidad cuando el tráfico IP global alcanzó un estimado de 1,2 zettabytes. Cisco también presentó futuras predicciones del tráfico IP global en su informe The Zettabyte Era: Trends and Analysis. Este informe usaba estadísticas de tráfico IP presentes y pasadas para pronosticar futuras tendencias. El informe predecía tendencias entre 2016 y 2021. Estas son algunas de las predicciones para 2021 encontradas en el informe:
- El tráfico IP se triplicaría y se estimaba que alcanzaría 3,3 ZB anualmente.
- En 2016 tráfico de vídeo (p.ej. Netflix y YouTube) supuso el 73% del tráfico total. En 2021 esto aumentaría al 82%.
- El número de dispositivos conectados a las redes IP sería más de tres veces la población global.
- La cantidad de tiempo que tardaría una persona en ver todo el vídeo que circula por las redes IP globales en un mes es 5 millones de años.
- El tráfico de PC sería sobrepasado por el de teléfonos inteligentes. El tráfico de PC reuniría el 25% del tráfico IP total mientras que el tráfico de teléfonos inteligentes sería del 33%.
- Habría un incremento del doble en las velocidades de banda ancha.[3]

## Factores que llevaron a la aparición de la era del zettabyte
Hay muchos factores que trajeron el ascenso de la era del zettabyte. Aumentos en emisión en continuo de vídeo, uso del teléfono móvil, velocidades de banda ancha y almacenamiento en centros de datos son todos factores contribuyentes que llevaron al ascenso (y continuación) del consumo, creación y replicación de datos.

### Aumento de la emisión en continuo de vídeo
Existe un grande y siempre creciente consumo de multimedia, incluyendo emisión en continuo de vídeo, en internet, que ha contribuido a la llegada de la era del zettabyte. En 2011 se estimaba que aproximadamente un 25–40% del tráfico IP estaba acaparado por servicios de emisión en continuo de vídeo. Desde entonces, el tráfico IP de vídeo casi se dobló a un estimado 73% del tráfico IP total. Es más, Cisco predijo que esta tendencia continuaría en el futuro, y estimó que, para 2021, el 82% del tráfico IP vendría del tráfico de vídeo.
La cantidad de datos usados por los servicios de emisión en continuo de vídeo depende de la calidad del vídeo. Por lo tanto, Android Central desglosa la cantidad de datos que se utilizan (en un teléfono inteligente) con respecto a las diferentes resoluciones de video. Según sus hallazgos, el vídeo por hora entre una resolución de 240p y 320p usa aproximadamente 0,3 GB. El vídeo estándar, que tiene una resolución de 480p, usa aproximadamente 0,7GB por hora. El vídeo de alta definición, que varía entre las resoluciones 720p y 2k, usa alrededor de 0,9 GB (720p), 1,5 GB (1080p) y 3 GB (2k) por hora. Y finalmente, el vídeo 4k, conocido como vídeo de ultra alta definición, usa alrededor de 7,2 GB por hora.
Netflix y YouTube están en la parte superior de la lista en términos de los servicios de vídeo en línea más transmitidos a nivel mundial. En 2016, Netflix representó el 32,72% de todo el tráfico IP de transmisión de vídeo, mientras que YouTube representó el 17,31%. El tercer lugar lo ocupaba Amazon Prime Video, donde el uso global de datos era del 4,14%.

#### Netflix
Actualmente, Netflix es el servicio de transmisión de video más grande del mundo, accesible en más de 200 países y con más de 80 millones de suscriptores. La transmisión de contenido de vídeo de alta definición a través de Netflix usa aproximadamente 3 GB de datos por hora, mientras que la definición estándar ocupa alrededor de 1 GB de datos por hora. En América del Norte, durante las horas pico de consumo de ancho de banda (alrededor de las 8 p. m.), Netflix usaba aproximadamente el 40% del ancho de banda total de la red. La gran cantidad de datos marca un hito en el tiempo y es uno de los principales factores que contribuyeron a que el mundo entrase en la era del zettabyte.

#### YouTube
YouTube es otro gran servicio de transmisión de vídeo (y carga de vídeo), cuya tasa de consumo de datos en redes fijas y móviles sigue siendo bastante elevada. En 2016, el servicio fue responsable de utilizar aproximadamente el 20% del tráfico total de Internet y el 40% del tráfico móvil. En ese año se cargaban 100 horas de contenido de vídeo en YouTube cada 60 segundos.
YouTube no solo ofrece contenido para descargar (a través de la transmisión), sino que también una parte de su uso total de internet se atribuye a la carga de contenido de vídeo.
A partir de 2020, se cargaban 500 horas de contenido de vídeo de YouTube cada minuto.

### Mayor tráfico inalámbrico y móvil
El uso de tecnologías móviles para acceder a redes IP ha dado como resultado un aumento en el tráfico IP general en la era del zettabyte. En 2016, la mayoría de los dispositivos que movían el tráfico IP y otros flujos de datos eran dispositivos cableados. Desde entonces, el tráfico inalámbrico y móvil ha aumentado y se prevé que continúe aumentando rápidamente. En 2016, Cisco predijo que, para el año 2021, los dispositivos cableados representarían el 37% del tráfico total, mientras que el 63% restante se contabilizaría a través de dispositivos móviles e inalámbricos. Además, se esperaba que el tráfico de teléfonos inteligentes superase el tráfico de PC para 2021; se preveía que los PC representasen el 25% del tráfico total, frente al 46% en 2016, mientras que se esperaba que el tráfico de teléfonos inteligentes aumentase del 13% al 33%.
Según la Organización para la Cooperación y el Desarrollo Económicos (OCDE), las tasas de penetración de la banda ancha móvil son cada vez mayores. Entre junio de 2016 y diciembre de 2016 se registró un aumento promedio de la tasa de penetración de banda ancha móvil del 4,43% en todos los países de la OCDE. Polonia tuvo el mayor aumento con un 21,55%, mientras que Letonia tuvo la tasa de penetración más baja, habiendo disminuido un 5,71%. La OCDE calculó que había 1,27 mil millones de suscripciones de banda ancha móvil en total en 2016, 1,14 mil millones de las cuales tenían voz y datos incluidos en el plan.

### Mayor velocidad de banda ancha
La banda ancha es lo que conecta a los usuarios de internet con internet, por lo que la velocidad de la conexión de banda ancha está directamente correlacionada con el tráfico IP: cuanto mayor es la velocidad de banda ancha, mayor es la posibilidad de que haya más tráfico que pueda atravesar redes IP. Cisco estimó que se esperaba que las velocidades de banda ancha se duplicasen para 2021. En 2016, la banda ancha fija promedio global alcanzó velocidades tan altas como 27,5 Mbit/s, pero se esperaba que alcanzase 53 Mbit/s para 2021. Entre el cuarto trimestre de 2016 y el primer trimestre de 2017, las velocidades medias de banda ancha fija a nivel mundial equivalieron a 7,2 Mbit/s. Corea del Sur encabezó la lista en términos de velocidades de banda ancha. En ese período, las velocidades de banda ancha aumentaron un 9,3%.
Las aplicaciones de alto ancho de banda necesitan velocidades de banda ancha significativamente superiores. Ciertas tecnologías de banda ancha, incluidas Fibra hasta el hogar (FTTH), línea de abonado digital (DSL) de alta velocidad y banda ancha por cable allanaron el camino para mayores velocidades de banda ancha. FTTH puede ofrecer velocidades de banda ancha que son diez veces (o incluso cien veces) más rápidas que DSL o cable.